# 克里斯·斯蒂芬斯

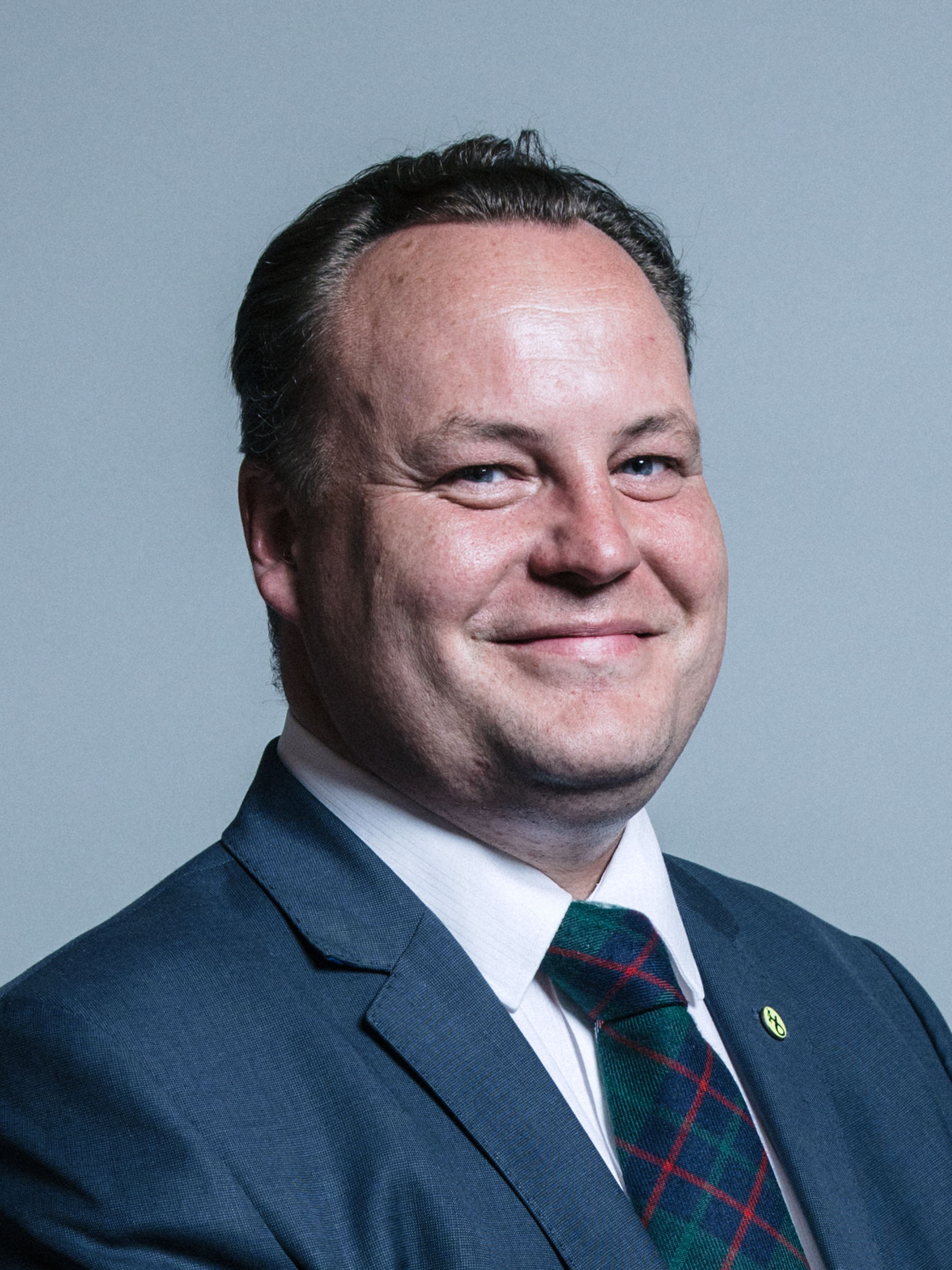
Chris Stephens

克里斯·斯蒂芬斯（Chris Stephens，1973年3月20日—）是一位蘇格蘭政治人物，他的黨籍是蘇格蘭民族黨。自2015年開始，他擔任西南格拉斯哥選區選出的國會議員。他在1989年就加入蘇格蘭民族黨。